# FK Dnipro-2
Dnipro-2 (ukr. Футбольний клуб «Дніпро-2», Futbolnyj Kłub "Dnipro-2") – ukraiński klub piłkarski z siedzibą w Dnieprze. Jest drugim zespołem klubu FK Dnipro. Status profesjonalny otrzymał w roku 1997.
Zgodnie z zasadami regulaminu klub nie może awansować do ligi, w której już gra I zespół klubu, oraz nie może występować w rozgrywkach Pucharu Ukrainy.
W latach 1997–2000 oraz 2002–2004 występował w rozgrywkach ukraińskiej Drugiej Lihi, a w latach 2000–2002 w rozgrywkach ukraińskiej Pierwszej Lihi.
Obecnie występuje jako klub dublerów FK Dnipro.

## Historia
Chronologia nazw:
- 1997–...: Dnipro-2 Dniepropetrowsk (ukr. «Дніпро-2» Дніпропетровськ)

W 1997 roku zgłosił się do rozgrywek w Drugiej Lidze i otrzymał status profesjonalny.
Od sezonu 1997/98 występował w Drugiej Lidze. W sezonie 1999/00 klub zajął pierwsze miejsce i awansował do Pierwszej Lihi.
W sezonie 2001/02 klub zajął 17. miejsce i spadł do Drugiej Lihi.
Po sezonie 2003/04 FK Dnipro-2 zrezygnował z występów, kiedy wprowadzono turniej dublerów. Drugi zespół występuje jako klub dublerów FK Dnipro.

## Sukcesy
- 11. miejsce w Pierwszej Lidze (1 x):

2000/01

## Inne
- FK Dnipro-3